# März 1994
Portal Geschichte | Portal Biografien | Aktuelle Ereignisse | Jahreskalender | Tagesartikel

◄ |
19. Jahrhundert |
20. Jahrhundert
| 21. Jahrhundert

◄ |
1960er |
1970er |
1980er |
1990er
| 2000er | 2010er | 2020er | ►

◄ |
1990 |
1991 |
1992 |
1993 |
1994
| 1995 | 1996 | 1997 | 1998 | ►

◄ |
Dezember 1993 |
Januar 1994 |
Februar 1994 |
März 1994 |
April 1994 |
Mai 1994 |
Juni 1994 |
►
Dieser Artikel behandelt aktuelle Nachrichten und Ereignisse im März 1994.

## Tagesgeschehen

### Dienstag, 1. März 1994
- New York/Vereinigte Staaten: Bei den 36. Grammy Awards gewinnt die amerikanische Contemporary-R&B-Sängerin Whitney Houston drei Auszeichnungen, darunter jene für das Album des Jahres und jene für die Aufnahme des Jahres. Ihre Version des Songs I Will Always Love You wird zweifach geehrt.[1]

### Dienstag, 8. März 1994
- Deutschland: Der Unabhängige Frauenverband veranstaltet den landesweiten „Frauen-Streiktag“, u. a. als Mahnung vor dem Rückbau staatlicher Angebote zur Kinderbetreuung. Wenige Tage zuvor bekannte sich erstmals der Deutsche Frauenrat zum 8. März als Aktionstag für Frauenrechte. Zuvor galt das Datum nur in der Arbeiterbewegung und im Sozialismus als Frauentag, während es die Anhänger sonstiger politischer Strömungen ignorierten.[2]
- Frankfurt am Main/Deutschland: Bei der 3. Verleihung des Musikpreises Echo wird der amerikanische Rock-Sänger Meat Loaf in der Kategorie „Künstler des Jahres international“ ausgezeichnet.[3]

### Donnerstag, 10. März 1994
- Einbeck/Deutschland: Der Niedersächsische Landesbetrieb für Wasserwirtschaft, Küsten- und Naturschutz nimmt 22 Jahre nach Baubeginn die Stauanlage Salzderhelden in Betrieb, die mit ihrem Fassungsvermögen von circa 37 Millionen m³ dem Hochwasserschutz an der Leine dient.[4]

### Freitag, 11. März 1994
- Santiago/Chile: Eduardo Frei Ruiz-Tagle von der Christdemokratischen Partei wird als neuer Präsident von Chile vereidigt.[5]

### Samstag, 12. März 1994
- Bristol/Vereinigtes Königreich: Zum ersten Mal in der Geschichte der Kirche von England erhalten weibliche Personen die Ordination zu einem kirchlichen Amt, als der Bischof von Bristol Barry Rogerson 32 Frauen zu Priesterinnen weiht.[6]

### Sonntag, 13. März 1994
- Hannover/Deutschland: Bei der Landtagswahl in Niedersachsen schaffen nur drei Parteien den Einzug in den Landtag. Die stärkste Kraft bleibt die SPD von Ministerpräsident Gerhard Schröder, ihr folgt mit fast 8 % weniger Anteil der Wählerstimmen die CDU. Die dritte Fraktion werden die Grünen bilden. Eine Fortsetzung der rot-grünen Koalition ist nicht notwendig, weil der SPD 81 von 161 Mandaten zustehen.[7]
- Innsbruck/Österreich: Nach der Wahl zum Tiroler Landtag bleibt die Tiroler Volkspartei (Teil der ÖVP) mit Abstand stärkste politische Kraft, während die zweitplatzierte SPÖ ihren seit 1975 andauernden Abwärtstrend nicht stoppen kann. Von 36 entfallen 19 Mandate auf die Volkspartei und nur noch 7 auf die SPÖ. Weitere Parteien im Landhaus sind unverändert die FPÖ und die Grüne Alternative Tirol.[8]
- Klagenfurt/Österreich: Auf die SPÖ entfallen bei der Landtagswahl in Kärnten erstmals weniger als 40 % der Wählerstimmen. Es ist das schlechteste Ergebnis seit 1927, damals traten die Sozialdemokraten noch unter dem Namen SDAPDÖ an. Dennoch bilden sie mit rund 37,4 % weiterhin die größte Fraktion im Landtag. Die FPÖ liegt wie 1989 in der Wählergunst vor der ÖVP auf dem zweiten Platz.[9]
- Salzburg/Österreich: Bei der Landtagswahl in Salzburg setzt sich der Abwärtstrend der ÖVP und der SPÖ fort, sie bleiben aber mit 38,6 % und 27,1 % die stärksten politischen Kräfte. Zugewinne verbuchen die FPÖ, die sich auf 19,5 % steigert, und das Wahlbündnis Bürgerliste Salzburg-Stadt, Grüne, für das sich 7,3 % der Wähler entscheiden.[10]

### Samstag, 19. März 1994
- Baku/Aserbaidschan: In einem U-Bahn-Zug detoniert in der Station „20. Januar“ gegen 13.00 Uhr Ortszeit eine Zeitbombe. 13 Menschen werden getötet und das Dach der Station fällt teilweise zusammen. Als Tatmotiv wird religiöser Radikalismus vermutet, da Anschläge im öffentlichen Personennahverkehr aus dem Nahostkonflikt bekannt sind.[11]

### Sonntag, 20. März 1994
- Vail/Vereinigte Staaten: In der Gesamtwertung der Herren-Wettbewerbe des Alpinen Skiweltcups 1993/94 belegt der Norweger Kjetil André Aamodt nach dem letzten Rennen Platz 1. Bei den Damen gewinnt Vreni Schneider aus der Schweiz den Gesamt-Weltcup.[12][13]

### Montag, 21. März 1994
- Los Angeles/Vereinigte Staaten: Bei den 66. Academy Awards der Filmbranche wird Schindlers Liste von Regisseur Steven Spielberg als bester Film prämiert. Den Oscar für den besten Filmsong erhält Bruce Springsteen als Schöpfer des Titels Streets of Philadelphia aus dem Film Philadelphia.[14]

### Freitag, 25. März 1994
- Neu-Delhi/Indien: Die Vereinigten Staaten schlagen Indien vor, eine kernwaffenfreie Zone in Südasien zu etablieren. Indien und Pakistan gelten als Regionalmächte mit dem Ziel der atomaren Bewaffnung. Die Regierung unter Premierminister Narasimha Rao weist den Vorschlag zurück. Man sei bereit, über eine globale Abschaffung von Kernwaffen zu verhandeln, aber nicht über regionale Verbote.[15]

### Samstag, 26. März 1994
- Tunis/Tunesien: Gastgeber Tunesien verliert im Eröffnungsspiel der 19. Fußball-Afrikameisterschaft 0:2 gegen Mali.[16]

### Sonntag, 27. März 1994

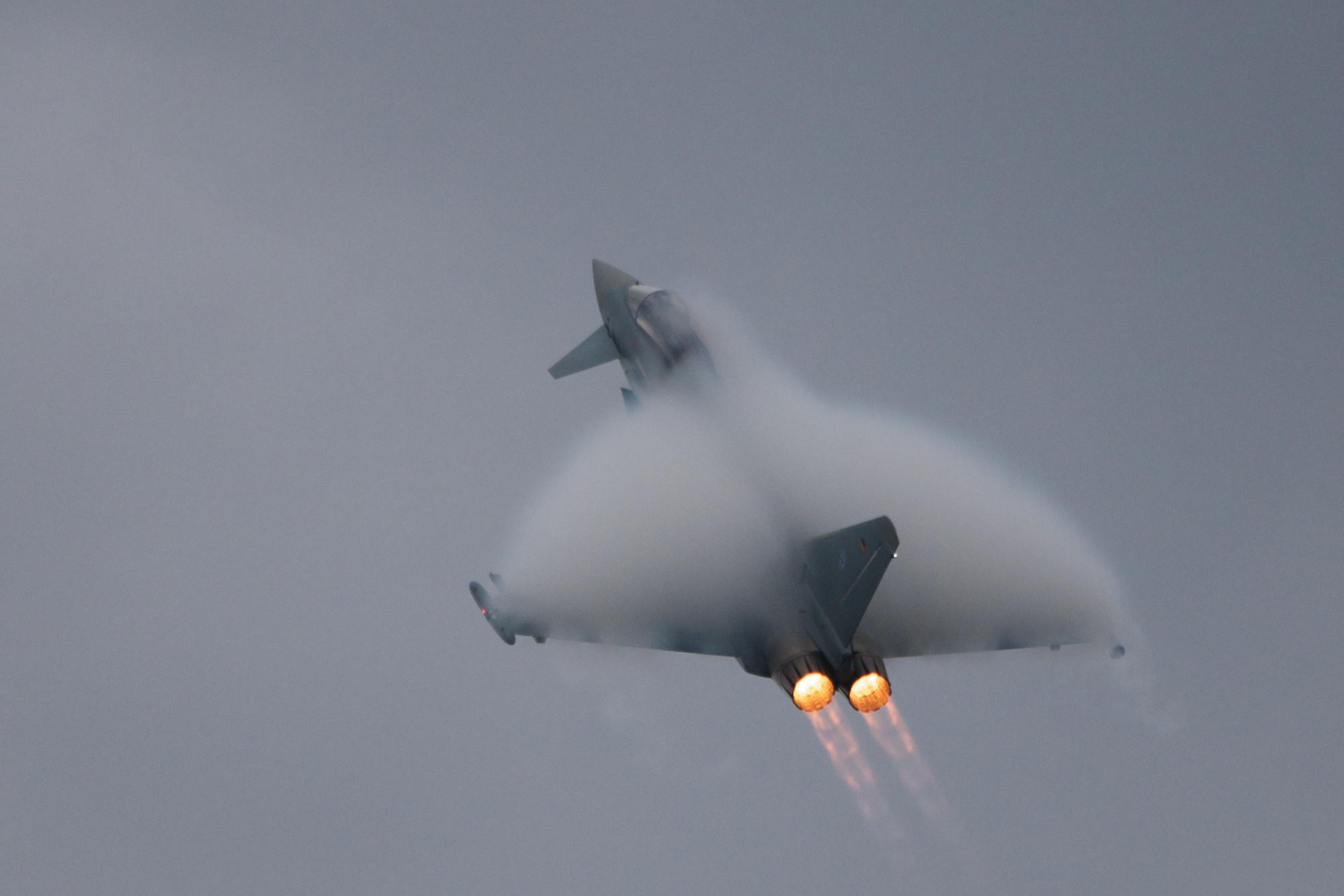
Eurofighter

- Manching/Deutschland: Als erster Prototyp des Mehrzweckkampfflugzeugs Eurofighter absolviert der DA1 seinen Jungfernflug. Bevor die Vorserienfertigung beginnen kann, werden Deutschland, Italien, Spanien und das Vereinigte Königreich noch sechs weitere Prototypen fertigstellen.[17]

### Montag, 28. März 1994
- Rom/Italien: Die 13. Wahl zur Abgeordnetenkammer seit dem Ende des Zweiten Weltkriegs wird zum Wendepunkt der Italienischen Republik. Bislang entfiel die relative Mehrheit der Stimmen stets auf die Partei Christliche Demokratie. Dieses Mal erhält die meisten Stimmen die Partei Forza Italia – angeführt und gegründet vom Medienunternehmer Silvio Berlusconi, dessen Konzern Fininvest zum größten Teil für die Wahlkampfkosten aufkommt. Forza Italia hat nur wenige Mitglieder und es wurde noch nie ein Parteitag abgehalten.[18]

### Donnerstag, 31. März 1994
- Budapest/Ungarn: Ungarn beantragt als erstes Land aus dem so genannten ehemaligen „Ostblock“ den Beitritt zur Europäischen Union.[19]